# Трескоре-Бальнеарио
Трескоре-Бальнеарио (итал. Trescore Balneario) — коммуна в Италии, располагается в области Ломбардия, подчиняется административному центру Бергамо.
Население составляет 8902 человека (на 2006 г.), плотность населения составляет 599 чел./км². Занимает площадь 13,31 км². Почтовый индекс — 24069. Телефонный код — 035.
Покровителем населённого пункта считается святой апостол Пётр. Праздник ежегодно празднуется 29 июня.

## Города-побратимы
- Суэра, Испания
- Челаковице, Чехия